# Darko Suvin
Darko Ronald Suvin (* 19. Juli 1930 in Zagreb als Darko Šlesinger) ist ein kanadischer Literaturwissenschaftler, Autor und Kritiker. Er war Professor (heute emeritiert)  an der McGill University in Montreal.
Nach seiner Tätigkeit am Lehrstuhl für Vergleichende Literaturwissenschaft an der Universität Zagreb und ersten Veröffentlichungen auf Kroatisch verließ er Jugoslawien 1967 und begann 1968 an der McGill University zu lehren.
Er ist besonders für seine grundlegenden Arbeiten zur Science-Fiction-Literatur bekannt.

## Biografie

### Frühes Leben
Suvin wurde am 19. Juli 1930 in Zagreb, damals Teil des Königreich Jugoslawien, heute Hauptstadt von Kroatien, in die kroatisch-jüdische Familie von Miroslav und Truda (geb. Weiser) Šlesinger geboren. Er besuchte die jüdische Volksschule in der Palmotićeva-Straße. 1939 änderte die Familie ihren Nachnamen von Šlesinger zu Suvin, bedingt durch die politische Lage und den Antisemitismus infolge nationalsozialistischer Propaganda.
Während des Zweiten Weltkriegs explodierte in seiner Nähe eine Bombe, was seine spätere Begeisterung für Science-Fiction prägte – nicht wegen der Technologie, sondern wegen der Vorstellung eines alternativen Verlaufs der Wirklichkeit.
Zahlreiche Mitglieder seiner Familie wurden im Holocaust ermordet, darunter seine Großeltern väterlicherseits, Lavoslav und Josipa Šlesinger.